# Ophiomorus persicus
Ophiomorus persicus är en ödleart som beskrevs av  Franz Steindachner 1867. Ophiomorus persicus ingår i släktet Ophiomorus och familjen skinkar. IUCN kategoriserar arten globalt som livskraftig. Inga underarter finns listade i Catalogue of Life.